# Microbate à long bec
Ramphocaenus melanurus
Espèce
Répartition géographique
Statut de conservation UICN

 LC  : Préoccupation mineure
Le Microbate à long bec (Ramphocaenus melanurus) est une espèce de passereaux de la famille des Polioptilidae.

## Description
Le Microbate à long bec a les parties supérieures marron-souris, le dessous blanchâtre, les flancs fauves et la queue noirâtre.

## Habitat
Le Microbate à long bec vit dans les forêts tropicales.

## Nidification
Il installe son nid près du sol, coincé entre deux branches d'un arbuste. Il est construit de fibres de palmier tressées et de petites brindilles.

## Reproduction
Ses œufs sont rougeâtres pâle et mouchetés de rouge-brun.

## Répartition et sous-espèces
Selon la classification de référence du Congrès ornithologique international (15.1, 2025) il se répartit en treize sous-espèces (ordre phylogénique) :
- R. m. rufiventris (Bonaparte, 1838) — du Mexique à El Choco ;
- R. m. ardeleo Van Tyne (d) & Trautman (d), 1941 — péninsule du Yucatán et nord du Guatemala ;
- R. m. panamensis Phillips, AR (d), 1991 — Panama ;
- R. m. sanctaemarthae Sclater, 1862 — nord de la Colombie et nord-ouest du Venezuela ;
- R. m. griseodorsalis Chapman, 1912 — ouest de la Colombie ;
- R. m. pallidus Todd, 1913 — vallée du Zulia et ouest du Venezuela ;
- R. m. trinitatis Lesson, 1839 — est de la Colombie, nord du Venezuela et Trinité ;
- R. m. albiventris Sclater, 1883 — plateau des Guyanes ;
- R. m. duidae Zimmer, JT, 1937 — du nord-est de l'Équateur au sud du Venezuela ;
- R. m. badius Zimmer, JT, 1937 — nord-est du Pérou et sud-est de l'Équateur ;
- R. m. amazonum Hellmayr, 1907 — ouest de l'Amazonie ;
- R. m. austerus Zimmer, JT, 1937 — centre/est de l'Amazonie ;
- R. m. melanurus Vieillot, 1819 — forêt atlantique.

## Systématique
Le nom valide complet (avec auteur) de ce taxon est Ramphocaenus melanurus Vieillot, 1819.
Ce taxon porte en français le nom vernaculaire ou normalisé suivant : Microbate à long bec.